# Arthur Eddington
Arthur Stanley Eddington, OM FRS (Kendal, 28 de dezembro de 1882 — Cambridge, 22 de novembro de 1944) foi um astrofísico britânico do início do século XX.
Arthur Eddington era um cientista eminente, creditado com a criação de muitas teorias de renome, que receberam seu nome, como "número de Eddington" e "limite de Eddington". Eddington é famoso pelo seu trabalho sobre a Teoria da Relatividade. Eddington escreveu um artigo em 1919, Report on the relativity theory of gravitation, que anunciou a Teoria Geral da Relatividade de Einstein para o mundo anglófono. Devido à Primeira Guerra Mundial, os novos desenvolvimentos da ciência alemã não eram muito bem conhecidos no Reino Unido. O limite de Eddington foi assim chamado em sua homenagem.

## Início de vida
Eddington nasceu em 28 de dezembro de 1882 em Kendal na Inglaterra, em uma família Quaker. Seu pai Henry Arthur Eddington, formado em filosofia, tornara-se diretor da Stramongate School em 1878, nomeado pela Assembleia da Sociedade Religiosa dos Amigos de Kendal: os Quakers. Porém, dois anos após o nascimento de Eddington, seu pai morre de febre tifoide.
Gostava de Natação e Golfe, porém o ciclismo era sua paixão. Mantinha rigorosos dados referentes a seus passeios, visto que em 1905 tinha percorrido 2 669 milhas (aproximadamente 4 295,34 km).
Desde cedo ele mostrou grande talento para a Matemática e ganhou diferentes prêmios e bolsas que permitiram que financiasse seus estudos, que ele finalizou em 1905. Começou suas pesquisas no laboratório Cavendish, e mais tarde pesquisas em Matemática que ele interrompeu rapidamente, tendo recebido no final de 1905 um posto no Observatório de Greenwich. Ele foi imediatamente integrado a um projeto de pesquisa iniciado em 1900, quando placas fotográficas do asteróide 433 Eros foram tiradas durante todo um ano. Sua primeira tarefa foi terminar a análise dessas placas e determinar precisamente o valor da paralaxe solar.
Em 1906 ele começou seu estudo estatístico do movimento das estrelas e, no ano seguinte, ganhou um prêmio pelo ensaio que escrevera sobre o assunto.
Em dezembro de 1912, George Darwin, um dos filhos de Charles Darwin, morreu e Eddington foi nomeado para substituí-lo. Como o titular da outra cadeira de Astronomia de Cambridge, a Lowndean chair, também morreu durante o ano seguinte, Eddington tornou-se o diretor do observatório de Cambridge, assumindo assim a responsabilidade da Astronomia teórica e experimental em Cambridge.
Durante a Primeira Guerra Mundial, Eddington foi chamado para efetuar seu serviço militar. Como quaker e pacifista, recusou servir no Exército e pediu uma derrogação para efetuar um serviço alternativo, mas isso não era possível naquela época. Alguns amigos cientistas resolveram o problema, conseguindo se pronunciar em seu favor para dispensá-lo do serviço militar alegando sua importância para a ciência. Em 1915, ele recebeu por intermédio da Royal Astronomical Society os artigos sobre a Teoria Geral da Relatividade de Einstein e de de Sitter. Eddington começou então a se interessar pelo assunto, principalmente porque essa nova teoria podia explicar o avanço, inexplicado até então, do periélio de Mercúrio. Como Quaker, Eddington sentia-se capaz de vincular a Física com sua fé.

### Comprovação da Teoria Geral da Relatividade
Após a guerra, Eddington partiu para São Tomé e Príncipe, onde um eclipse solar total seria visível em 29 de maio de 1919. Segundo a relatividade geral, uma estrela visível nas proximidades do Sol deveria aparecer em uma posição ligeiramente mais afastada deste porque sua luz deveria ser ligeiramente desviada pela ação da gravidade do Sol. Esse efeito somente pode ser observado durante um eclipse total do Sol, pois senão a luminosidade do Sol impede a visibilidade da estrela em questão. A relatividade geral predizia um desvio duas vezes maior do que o predito pela gravitação newtoniana. As observações foram feitas na Ilha do Príncipe, na roça Sundy, com o apoio do seu proprietário Jerónimo Carneiro. Durante o eclipse, Eddington tirou diversas fotografias das regiões situadas em torno do Sol.

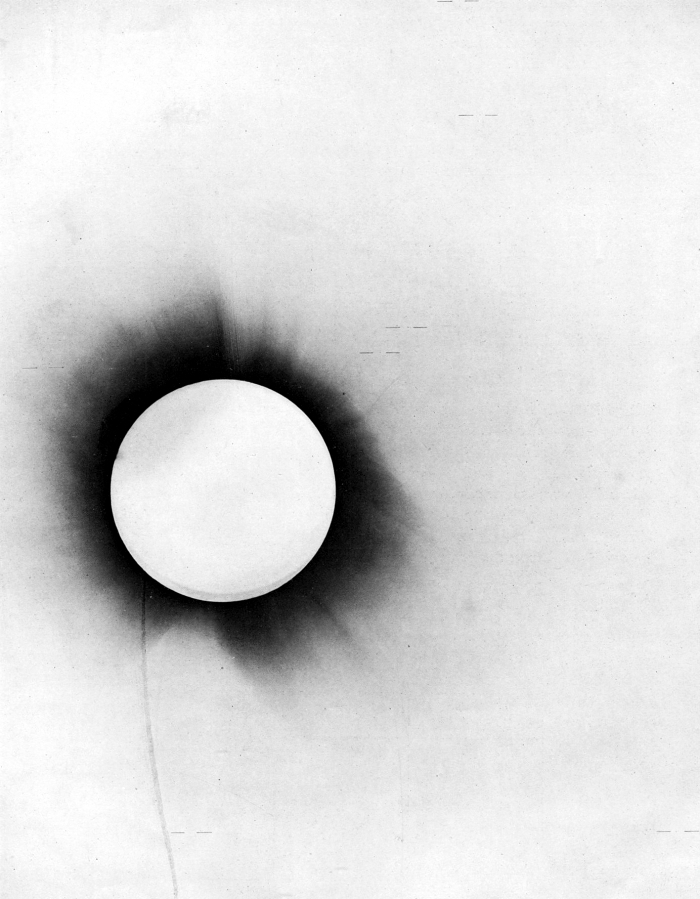
Uma das fotografias de Eddington do eclipse de 1919, apresentada no seu artigo de 1920 anunciando seu sucesso.

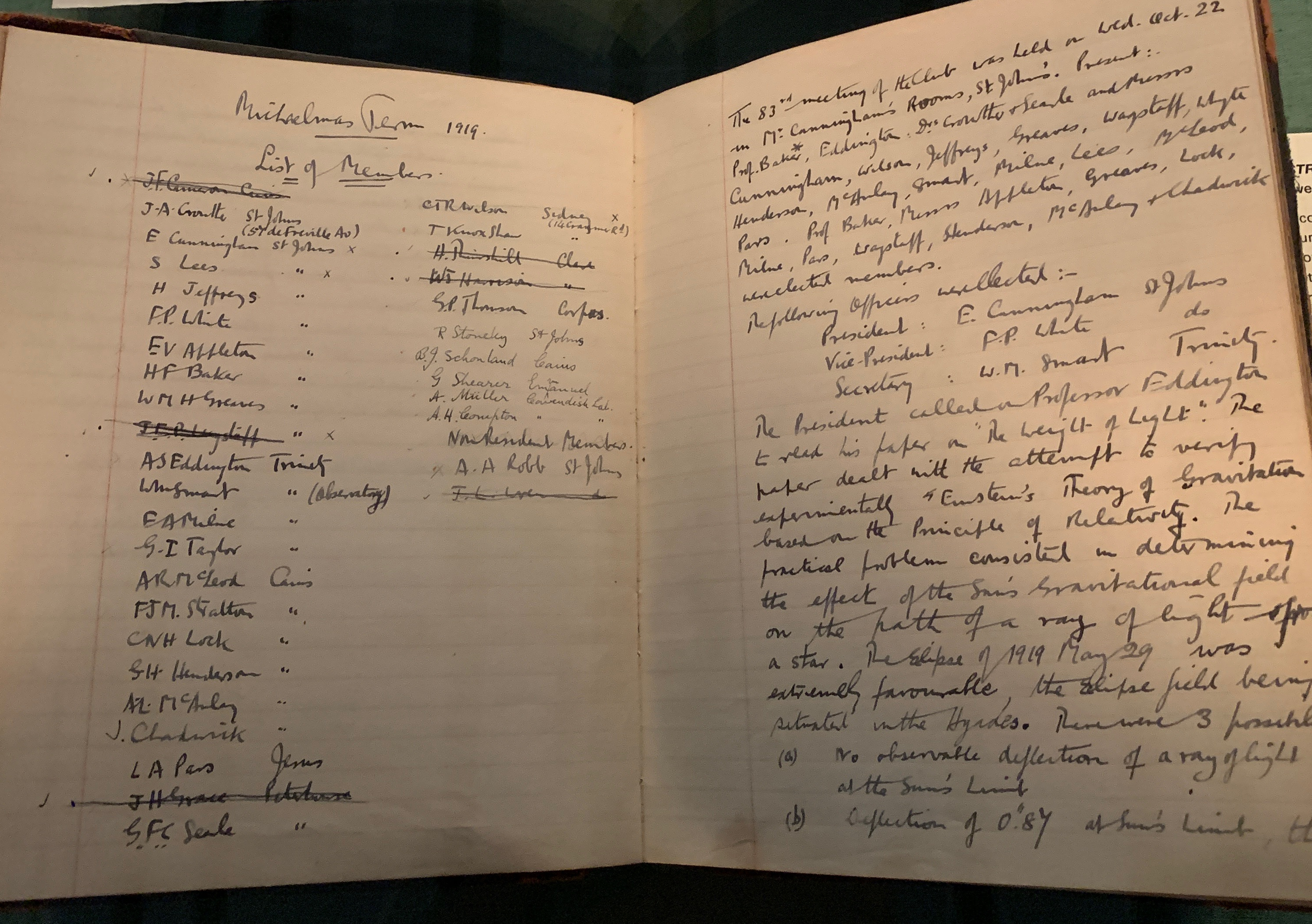

As condições meteorológicas não eram boas e as placas fotográficas revelaram-se de péssima qualidade e difíceis de medir. Ele anotou mesmo assim no seu caderno:
… uma placa que medi confirmava as predições de Einstein.[carece de fontes?]
Porém, uma outra equipe da expedição de Eddington, que estava na cidade de Sobral, no Brasil, liderada pelo astrônomo britânico Andrew Crommelin, pôde observar o eclipse sob boas condições meteorológicas. As placas fotográficas registradas por essa equipe permitiram a Eddington medir uma deflexão da luz de 1,98".
Esse resultado, cuja exatidão foi discutida posteriormente, foi aclamado como uma prova conclusiva da Relatividade Geral sobre o modelo newtoniano; a notícia foi publicada em jornais em todo o mundo como uma importante descoberta. Ela também é a origem da história de que somente três pessoas entendiam a Relatividade; quando perguntado por um repórter que sugeriu isso, Eddington replicou brincando "Oh, who's the third?" (Oh, quem é a terceira?). Outra história conta que Einstein, ao ser questionado por um repórter sobre o que ele teria feito se as medidas efetuadas por Eddington não estivessem de acordo com as predições da teoria Geral da Relatividade, teria respondido: "Eu diria que o bom Deus está enganado".
Eddington também estudou o interior das estrelas e calculou sua temperatura baseando-se na energia necessária para manter a pressão exercida pelas camadas próximas da superfície. Com isso, ele descobriu a relação massa-luminosidade das estrelas. Eddington calculou também a abundância do hidrogênio e elaborou uma teoria explicando a pulsação das cefeidas. O fruto dessas pesquisas está relatado em seu importante trabalho The Internal Constitution of Stars (1926).
Em 1920, tomando como base as medidas precisas de átomos efetuadas por Francis Aston, Eddington foi o primeiro a sugerir que a fonte de energia das estrelas provinha da fusão nuclear do hidrogênio em hélio. Essa teoria revelou-se correta, mas ele teve um longo debate sobre esse assunto com James Jeans, que acreditava que essa energia proviesse da contração da estrela sobre si mesma.
Dos anos 1920 até sua morte, ele se concentrou cada vez mais naquilo que ele chamava de "teoria fundamental", cujo objetivo era a unificação da teoria quântica, da teoria da Relatividade e da gravitação, e que se baseava essencialmente em uma análise das relações adimensionais entre constantes fundamentais.
Eddington foi enobrecido em 1930 e recebeu a Ordem do Mérito em 1938. Recebeu ainda diversas outras honrarias, entre elas a medalha de ouro da Astronomical Society of the Pacific (1923), a medalha de ouro da Royal Astronomical Society (1924), da National Academy of Washington (1924), da Société astronomique de France (1928) e da Royal Society (1928). Além de ser eleito à Royal Society, foi também eleito à Royal Society of Edinburgh, à Royal Irish Academy, à National Academy of Sciences, bem como a diversas outras sociedades científicas.
Uma cratera lunar recebeu seu nome, assim como o asteroide 2761 Eddington.
Eddington soube popularizar a ciência escrevendo diversos livros destinados aos profanos. Ele também é conhecido por ter introduzido a noção de macacos datilógrafos (Infinite Monkey Theorem em inglês) em 1929 com a frase:
Se um exército de macacos batesse em máquinas de escrever, eles poderiam escrever todos os livros do British Museum.

## Obras
- Stellar Movements and the Structure of the Universe. London: MacMillan, 1914
- Space, Time and Gravitation: An Outline of the General Relativity Theory. Cambridge University Press, 1920. ISBN 0-521-33709-7
- The Mathematical Theory of Relativity. Cambridge University Press, 1923, 1952
- Stars and Atoms. Oxford: British Association, 1926
- The Internal Constitution of Stars. Cambridge University Press, 1926. ISBN 0-521-33708-9
- Fundamental Theory. Cambridge University Press, 1928
- Science and the Unseen World. Macmillan, 1929. ISBN 0-8495-1426-6
- The Expanding Universe: Astronomy's 'Great Debate', 1900-1931. Cambridge University Press, 19nn. ISBN 0-521-34976-1
- The Nature of the Physical World. London: MacMillan, 1928, 1948. ISBN 0-8414-3885-4
- New Pathways in Science. Cambridge University Press, 1935
- Relativity Theory of Protons and Electrons. Cambridge University Press, 1936
- Philosophy of Physical Science. Cambridge University Press, 1939. ISBN 0-7581-2054-0
- The Domain of Physical Science, 19nn
- Fundamental Theory. Cambridge University Press, 1946

## Morte
Eddington morreu em Cambridge, 22 de novembro de 1944 com 61 anos e a 36 dias de seu aniversário. Encontra-se sepultado em Ascension Parish Burial Ground, Cambridge, na Inglaterra.

## Cultura Popular
Eddington foi interpretado pelo ator David Tennant no filme "Einstein and Eddington" (duração 89 minutos), uma co-produção da BBC e HBO. O roteiro de Peter Moffat dramatiza o trabalho histórico dos cientistas inglês Sir Arthur Stanley Eddington e alemão Albert Einstein, empenhados em elaborarem e provarem a Teoria Geral da Relatividade enquanto os respectivos países se envolviam nos conflitos da I Guerra Mundial. O canal BBC Two exibiu a produção em 22 de novembro de 2008.

## Prémios e honrarias
- 1907 - Prémio Smith
- 1924 - Medalha de Ouro da Royal Astronomical Society[6]
- 1924 - Medalha Henry Draper[7]
- 1924 - Medalha Bruce[8]
- 1928 - Prémio Jules Janssen[9]
- 1928 - Medalha Real[10]
- 1938 - Order of Merit